# Tổ quốc gọi tên mình (bài hát)
"Tổ quốc gọi tên mình" là bài hát do nhạc sĩ Đinh Trung Cẩn phổ nhạc từ bài thơ "Tổ Quốc gọi tên" của Nguyễn Phan Quế Mai được nhiều ca sĩ trình bày. Ca khúc được phổ biến vào năm 2011. Đây là ca khúc đơn đã được trình diễn nhiều lần qua sóng truyền hình. Tổ quốc gọi tên mình cũng được coi là một sáng tác đương đại về chủ đề tình yêu quê hương đất nước gây ấn tượng những năm đầu thế kỷ 21 và có sức lan tỏa, trở thành bài hát nằm lòng của giới trẻ, được thu âm, thu hình và dàn dựng trong các chương trình hát về biển đảo thân yêu trong những năm gần đây.
"Tổ quốc gọi tên mình" nhận phản hồi tích cực bởi các nhà phê bình âm nhạc. Tại Giải Cống hiến lần thứ 10 năm 2015, ca khúc đã nhận được một đề cử quan trọng trong hạng mục "Bài hát của năm".

## Bối cảnh thu âm và phát hành

### Bối cảnh thu âm
Những ngày tháng 6-2011, tàu Bình Minh 2 bị tàu Trung Quốc cắt cáp khi đang khảo sát địa chấn trên thềm lục địa của Việt Nam. Hòa chung tâm trạng và suy nghĩ về trách nhiệm của văn nghệ sĩ trước thời cuộc, nhà thơ Nguyễn Phan Quế Mai đã mang theo nỗi niềm đau đáu trên chuyến bay từ Việt Nam sang châu Âu và sáng tác bài thơ khi máy bay cất cánh rời Hà Nội. Bài thơ đã được in trên báo Hà Nội mới ngày 26/6/2011, sau đó được đăng tải trên mạng Vietnamnet vào ngày 27/6/2011.

### Phát hành
Khi bài thơ được công bố vào tháng 6/2011, tuy chưa có dịp gặp nhau nhưng nhạc sĩ Đinh Trung Cẩn đã liên hệ Nguyễn Phan Quế Mai xin được phổ nhạc. Cảm xúc tuôn trào ra nên nhạc sĩ Đinh Trung Cẩn viết chỉ chừng 20 phút là xong ca khúc. Khi phổ thơ thành ca khúc Tổ quốc gọi tên mình, nhạc sĩ Đinh Trung Cẩn đã bỏ bớt nhiều câu trong bài thơ cho phù hợp với giai điệu nhưng vẫn " hiểu được cảm xúc cũng như thông điệp hoà bình sâu thẳm mà tôi đã gửi gắm trong từng câu thơ của mình" - Nguyễn Phan Quế Mai thổ lộ.

## Tiếp nhận
Giọng ca đầu tiên được nhạc sĩ Đinh Trung Cẩn lựa chọn thể hiện là ca sĩ Huỳnh Lợi. Công bố chưa bao lâu, ca khúc đã trở thành một hiện tượng khi nhận được sự đón nhận của hàng triệu người nghe. Hàng trăm ca sĩ đã chọn "Tổ Quốc gọi tên mình" để trình bày, hàng trăm chương trình đã chọn ca khúc để thể hiện. Tuy nhiên, điều đặc biệt là cho dù "Tổ quốc gọi tên mình" được rất nhiều ca sĩ chọn biểu diễn trong nhiều chương trình có quy mô lớn nhỏ khác nhau nhưng đều có chung một bản phối âm, phối khí. Bài hát này đã thổi bùng ngọn lửa yêu nước trong trái tim hàng nghìn người Việt và được vinh danh với: 
- Giải A – Giải thưởng Hội Nhạc sĩ Việt Nam năm 2011
- Giải A - Giải thưởng Hội Nhạc sĩ Tp Hồ Chí Minh năm 2011
- Giải B - Giải thưởng Văn Học Nghệ thuật 5 năm Tp Hồ Chí Minh.[5]
- Bản thảo ca khúc "Tổ Quốc gọi tên mình" đã được đưa vào bảo tàng Quân đội và ca khúc trên đã được đánh giá là một trong những ca khúc hay về đất nước của những năm đầu Thế kỷ 21.[3]

Cuộc giao duyên đặc biệt giữa thơ và nhạc nói trên góp phần không nhỏ cho sự thành công của tập thơ "Tổ quốc gọi tên mình" của Nguyễn Phan Quế Mai sau này. Ra mắt bạn đọc từ đầu tháng 7/2015, "Tổ quốc gọi tên mình" trở thành hiện tượng đặc biệt khi được nối bản thêm 1.000 bản in chỉ sau 5 ngày phát hành.